# Heinrich Reinecke
Heinrich Wilhelm August Reinecke (* 24. Juni 1905 in Münchehof; † unbekannt) war ein deutscher politischer Funktionär (NSDAP). Er war unter anderem Kreisleiter und Mitglied des Volksgerichtshofes.
Reinecke, der von Beruf Bäcker war, trat zum 29. Dezember 1926 der NSDAP bei (Mitgliedsnummer 49.495). In dieser übernahm er Aufgaben als Ortsgruppenleiter, bevor er schließlich zum Kreisleiter des NSDAP-Kreises Berlin VII ernannt wurde.
Während des Zweiten Weltkriegs war Reinecke als Beisitzer am Volksgerichtshof an zahlreichen Todesurteilen der NS-Kriegsjustiz beteiligt, so zum Beispiel am Todesurteil gegen die Näherin Rosa Hofmann vom 15. Dezember 1942, am Todesurteil gegen den Handelsreisenden William Otto Bauer vom 31. März 1943, am Todesurteil gegen Johann Michalek vom 10. Juli 1943, am Todesurteil gegen Alois Geiger vom 8. September 1943, am Todesurteil gegen den Maschinenhändler Edwin Fritz Gröbe vom 8. September 1943, am Todesurteil gegen Georg Jurkowski vom 14. Oktober 1943, am Todesurteil gegen den Geistlichen Max Josef Metzger vom 14. Oktober 1943 und am Todesurteil gegen Robert Havemann (nicht vollstreckt) vom 16. Oktober 1943.